# Elżbieta Kossewska
Elżbieta Kossewska (ur. 1972) – polska kulturoznawczyni, doktor habilitowana, profesor uczelni na Wydziale Nauk Politycznych i Studiów Międzynarodowych Uniwersytetu Warszawskiego, kierownik Centrum Badań nad Izraelem i Diasporą Żydowską im. prof. Szewacha Weissa na tym Wydziale.

## Życiorys
W 2002 doktoryzowała się na Wydziale Dziennikarstwa i Nauk Politycznych UW w zakresie nauk o polityce. W 2017 otrzymała habilitację w zakresie kulturoznawstwa na Wydziale „Artes Liberales” UW na podstawie rozprawy: Ona jeszcze mówi po polsku, ale śmieje się po hebrajsku. Partyjna prasa polskojęzyczna i integracja kulturowa polskich Żydów w Izraelu (1948–1970). Od 1 lipca 2024 profesor uczelni. Jej zainteresowania naukowe koncentrują się wokół dziejów pochodzących z Polski Żydów w Izraelu, problematyki uchodźców i polskiej emigracji po II wojnie światowej.
Publikowała na łamach „Dziejów Najnowszych”, „Pamiętnika Literackiego”, „Gal-Ed”, „The Polish Review” (Nowy Jork), „Kivunim Khadashim”, „Kesher”, „The Jewish Quarterly Review”. Stypendystka Programu Fulbrighta.
W 2008 r. wspólnie z prof. Szewachem Weissem powołała Centrum Badań nad Izraelem i Diasporą Żydowską na Uniwersytecie Warszawskim. Przez wiele lat wspólnie prowadzili wykłady dedykowane państwu Izrael i historii polskich Żydów. Po jego śmierci, decyzją władz Wydziału Nauk Politycznych i Studiów Międzynarodowych (wniosek E. Kossewskiej), Centrum zmieniło nazwę na: Centrum Badań nad Izraelem i Diasporą Żydowską im. prof. Szewacha Weissa. Elżbieta Kossewska kieruje pracami tego Centrum.

## Publikacje książkowe
- Elżbieta Kossewska, Polish Jews in Israel: Polish-Language Press, Culture, and Politics, Wydawnictwo Brill, Boston 2021.
- Elżbieta Kossewska, Marc Chagall – Dawid Lazer. Listy, Warszawa 2018, 138 ss.
- Elżbieta Kossewska, Ona jeszcze mówi po polsku, ale śmieje się po hebrajsku. Partyjna prasa polskojęzyczna i integracja kulturowa polskich Żydów w Izraelu (1948–1970), Warszawa 2015, 518 ss.
- Brzemię pamięci. Współczesne stosunki polsko-izraelskie, red. E. Kossewska, Warszawa 2009, 254 ss.
- Elżbieta Kossewska, Związek Legionistów Polskich, Warszawa 2003
- Piłsudski na łamach i w opiniach prasy polskiej 1918–1939, red. M.Jabłonowski, E. Kossewska, Warszawa 2005.